# Cleveland (Illinois)
Cleveland és una vila del Comtat de Henry a l'estat d'Illinois. Segons el cens del 2000 tenia 253 habitants.

## Demografia
Segons el cens del 2000, Cleveland tenia 253 habitants, 94 habitatges, i 70 famílies. La densitat de població era de 271,3 habitants/km².
Dels 94 habitatges en un 30,9% hi vivien nens de menys de 18 anys, en un 63,8% hi vivien parelles casades, en un 7,4% dones solteres, i en un 24,5% no eren unitats familiars. En el 20,2% dels habitatges hi vivien persones soles el 8,5% de les quals corresponia a persones de 65 anys o més que vivien soles. El nombre mitjà de persones vivint en cada habitatge era de 2,69 i el nombre mitjà de persones que vivien en cada família era de 3,15.
Per edats la població es repartia de la següent manera: un 24,5% tenia menys de 18 anys, un 9,9% entre 18 i 24, un 28,5% entre 25 i 44, un 28,1% de 45 a 60 i un 9,1% 65 anys o més.
L'edat mediana era de 38 anys. Per cada 100 dones de 18 o més anys hi havia 91 homes.
La renda mediana per habitatge era de 46.339 $ i la renda mediana per família de 47.396 $. Els homes tenien una renda mediana de 41.875 $ mentre que les dones 20.833 $. La renda per capita de la població era de 19.990 $. Aproximadament el 4,2% de les famílies i el 6,4% de la població estaven per davall del llindar de pobresa.

## Poblacions properes
El següent diagrama mostra les poblacions més properes.